# Silene longicornuta
Silene longicornuta är en nejlikväxtart som beskrevs av Cheng Yih Wu och C.L. Tang. Silene longicornuta ingår i släktet glimmar, och familjen nejlikväxter. Inga underarter finns listade i Catalogue of Life.